# Regionalizm (polityka)
Regionalizacja − tendencja rozwoju politycznego współczesnego państwa, która polega na dekoncentracji i decentralizacji władzy państwowej na niższe poziomy systemu politycznego. 
Regionalizm ma szczególne znaczenie w państwach wielonarodowych (np. Hiszpania) oraz zróżnicowanych pod względem rozwoju gospodarczego (np. Włochy). Wyrasta on z nasilających się żądań zwiększenia samodzielności gospodarczej i politycznej obszarów terytorialnych, które są spójne gospodarczo i kulturalnie. Regionalizm pozwala uniknąć separatyzmu, konfliktów i secesji. Regionalizm jest wyrazem zerwania z charakterystyczną w latach 50. XX wieku koncepcją „odgórnego wyrównywania nierówności”. Tworzy warunki dla autonomii regionów i współdziałania w ramach państwa − regiony otrzymują określone kompetencje, a państwo nie ingeruje w ich działanie, dopóki jest ono zgodne z prawem.
O nasileniu się polityki regionalizmu świadczy np. powstanie Komitetu Regionów.